# Antoni Esiński
Antoni Esiński (ur. 1837 w Warszawie, zginął 15 sierpnia 1863 pod Szycami) – warszawski urzędnik, powstaniec, kapitan, dowódca oddziału kosynierów w czasie powstania styczniowego.

## Życiorys
Urodził się w ubogiej warszawskiej rodzinie, był synem krawca, miał 2 siostry. Ukończył gimnazjum w Warszawie, po czym został urzędnikiem w Najwyższej Izbie Obrachunkowej. Po kilku latach awansował na stanowisko pomocnika naczelnika wydziału.
Krzątał się też i wywierał nie mały wpływ nad tymi, którzy potrzebowali rozbudzenia ducha i poczucia praw obywatelskich wolności swej ziemi, przyjąjwszy za zadanie, kształcić umysły klas rzemieślniczych. W weekendy i wieczorami dorabiał jako korepetytor. Wraz z Romanem Żulińskiem (przyszłym członkiem Rządu Narodowego) prowadził wykłady popularne, zwolna przygotowywał ze swych słuchaczy, do przyszłego powstania dzielnych obrońców ojczyzny.
Po wybuchu powstania przystąpił (pociągnąwszy za sobą wielu słuchaczy jego wykładów) do kosynierskiego oddziału Aleksandra Waligórskiego. Początkowo był szeregowym żołnierzem, wkrótce został dowódcą kosynierów. 21 marca dowodził oddziałem w bitwie pod Igołomią. Gdy Waligórski wycofał się do Galicji, Esiński również udał się do Galicji, brał udział w wyprawie Józefa Wysockiego na Radziwiłłów. W czasie tej bitwy był ranny. Gdy Waligórski znów przekraczał granicę Królestwa, Esiński pospieszył „z nową energią w szeregi, gdzie jako kapitan kosynierów, zginął pod Szycami” walcząc w oddziale Rumockiego.
Polegli powstańcy 1863 roku zostali odznaczeni przez prezydenta RP Ignacego Mościckiego 21 stycznia 1933 roku Krzyżem Niepodległości z Mieczami.